# ストループ効果
ストループ効果の例

あか あお きいろ みどり
あか あお きいろ みどり
あか あお きいろ みどり
ストループ効果（ストループこうか、英: Stroop effect）とは、文字意味と文字色のように同時に目にするふたつの情報が干渉しあう現象。1935年に心理学者ジョン・ストループによって報告されたことからこの名で呼ばれる。「ループ」という言葉が入っているが、これは人名の一部であって、循環（ループ）の意味はない。
例えば、色名を答える質問を行った場合、赤インクで書かれた「あか」の色名を答える場合より、青インクで書かれた「あか」の色名（『あお』）を答える方が時間がかかる事をいう。
また、文字の意味を答える質問を行った場合、赤インクで書かれた「あか」の意味を答える場合より、青インクで書かれた「あか」の意味（『あか』）を答える場合の方が時間がかかる事を逆ストループ効果と呼ぶ。

## バイリンガルストループ効果
異なる言語間においてストループ効果が見られることをバイリンガル・ストループ効果という。

## 派生効果
ストループ効果には18の派生効果があるとされている。
近年、ストループ課題を用いた実験では課題セット（task set）、課題切り替え（task switching）、手掛かり切り替え（que switching）などが研究されている。

## ビデオゲームにおけるストループ効果
任天堂開発・発売のニンテンドーDS専用ゲームソフトの東北大学未来科学技術共同研究センター川島隆太教授監修 脳を鍛える大人のDSトレーニングでは脳年齢チェックの色彩識別として採用されている。しかし、このような課題を行うことにより、健常者の認知機能が改善されるという確たる科学的根拠は、今のところ存在しない。

## 臨床評価ツール
前節に表れる効果を生かして、精神疾患・発達障害・脳損傷などの病状の診断として、初期の診断と治療効果の評価に用いられている。

### 鬱との関係
抑鬱状態あるいは鬱病である患者に対してストループ検査を行うと、健常者と比較し有意に反応時間が長くなることが知られている。

## リンク
- ストループ効果に基づくオンラインテストは、精神的柔軟性のレベルを示します
- ストループ効果に基づく精神的柔軟性トレーニング